# 보스니아 위기

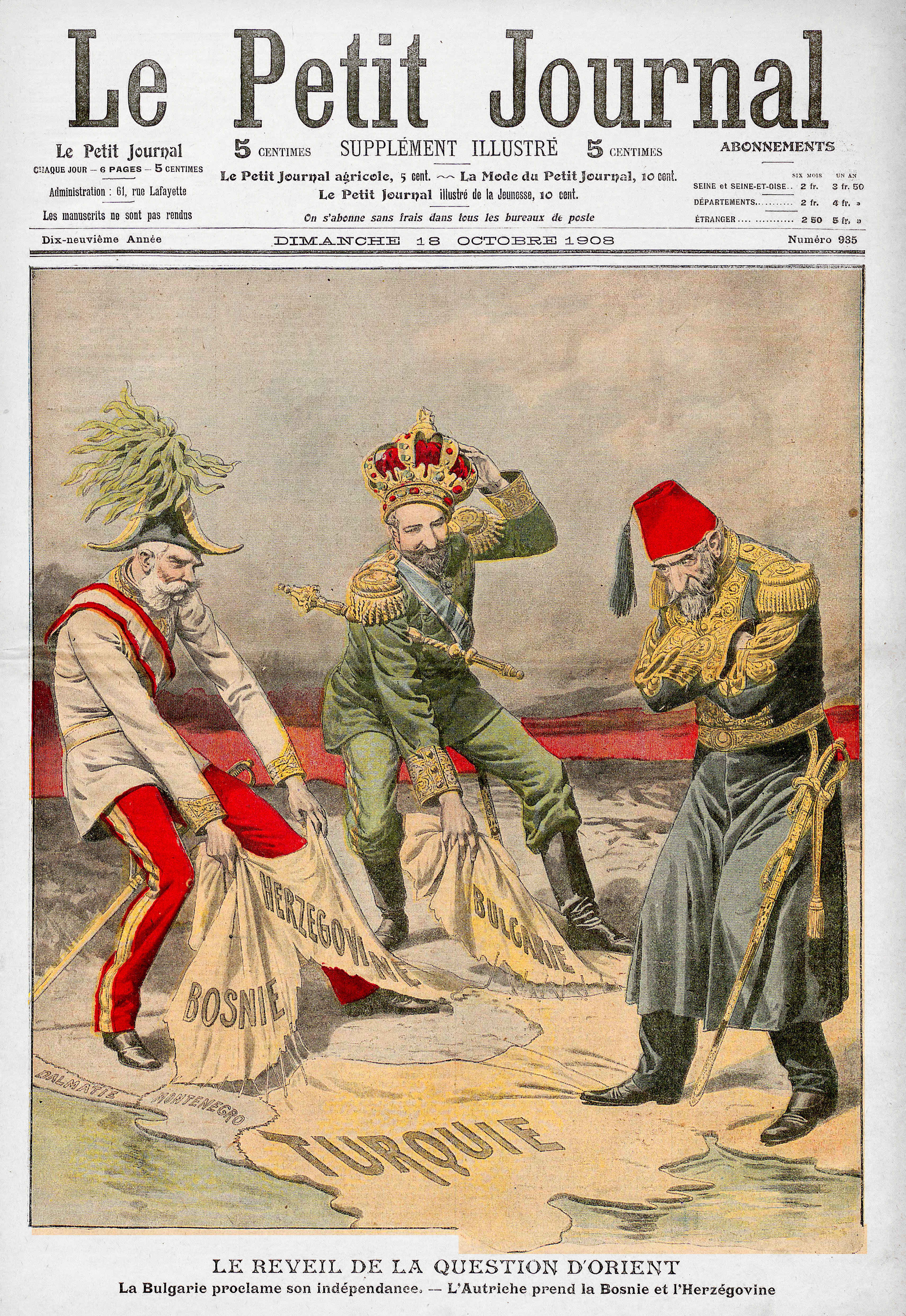
보스니아 위기를 주제로 한 프랑스의 잡지 《르 프티 주르날》(Le Petit Journal)의 표지. 표지에 그려진 인물은 불가리아 왕국의 차르인 페르디난드 1세, 오스트리아-헝가리 제국의 황제인 프란츠 요제프 1세, 오스만 제국의 술탄인 압뒬하미트 2세이다.

보스니아 위기(보스니아 危機)는 1908년 오스트리아-헝가리 제국이 보스니아 헤르체고비나를 합병하면서 촉발된 위기를 가리킨다.

## 배경
1878년 베를린 조약에 따라 보스니아 헤르체고비나는 명목상으로는 오스만 제국의 영토였지만 사실상 오스트리아-헝가리 제국의 영토인 보스니아 헤르체고비나 공동통치령이 되었다.
오스트리아-헝가리 제국은 러시아 제국과의 협력 관계를 유지하면서 쇠퇴기에 접어든 오스만 제국이 차지하고 있던 발칸반도를 오스트리아-헝가리 제국, 러시아 제국이 분할하려는 전략을 갖고 있었다. 오스트리아-헝가리 제국은 러일 전쟁을 계기로 남하 정책의 중심축을 극동에서 발칸반도로 옮긴 러시아 제국과의 이해 관계 조정이 가능할 것으로 예상했다.
1903년 친(親)러시아적인 카라조르제비치 가가 쿠데타를 일으키면서 권력을 잡은 세르비아 왕국은 1906년 돼지 전쟁으로 인해 오스트리아-헝가리 제국과의 관계가 악화되고 있었다. 아드리아해로 가는 출구를 요구하고 있던 세르비아 왕국은 세르비아인 다수가 거주하는 보스니아 헤르체고비나 진출을 노리고 있었기 때문에 오스트리아-헝가리 제국과의 충돌이 불가피했다.

## 보스니아 헤르체고비나 합병
1908년 7월 2일 알렉산데르 이즈볼스키(Alexander Izvolsky) 러시아 제국 외무부 장관이 오스트리아-헝가리 제국의 외무부 장관을 역임하고 있던 알로이스 렉사 폰 에렌탈(Alois Lexa von Aehrenthal)에게 서한을 전달했다.
이 서한에 따르면 러시아 제국은 오스트리아-헝가리 제국의 보스니아 헤르체고비나 합병에 관심을 갖고 있으며 오스트리아-헝가리 제국은 러시아 제국의 보스포루스 해협 통과에 관심을 갖고 있다고 밝혔다. 1908년 9월 16일에는 알로이스 렉사 폰 에렌탈 오스트리아-헝가리 제국 외무부 장관과 알렉산데르 이즈볼스키 러시아 제국 외무부 장관이 모라바에 위치한 부흘라우(Buchlau) 성에서 회담을 가졌다.
1908년 10월 6일 오스트리아-헝가리 제국의 프란츠 요제프 1세 황제는 보스니아 헤르체고비나가 오스트리아-헝가리 제국에 합병되었음을 선언했다. 이 날은 불가리아 공국이 오스만 제국으로부터 독립을 선언한 1908년 10월 5일의 다음 날이었다. 한편 세르비아 왕국과 몬테네그로 공국은 오스트리아-헝가리 제국의 보스니아 헤르체고비나 합병을 강하게 비난했다.
1909년 2월 26일 오스트리아-헝가리 제국은 오스만 제국에게 합병에 대한 보상금으로 2,200,000 리라를 지불하는 내용의 조약에 동의했다.